# Joaquín José Fabregat

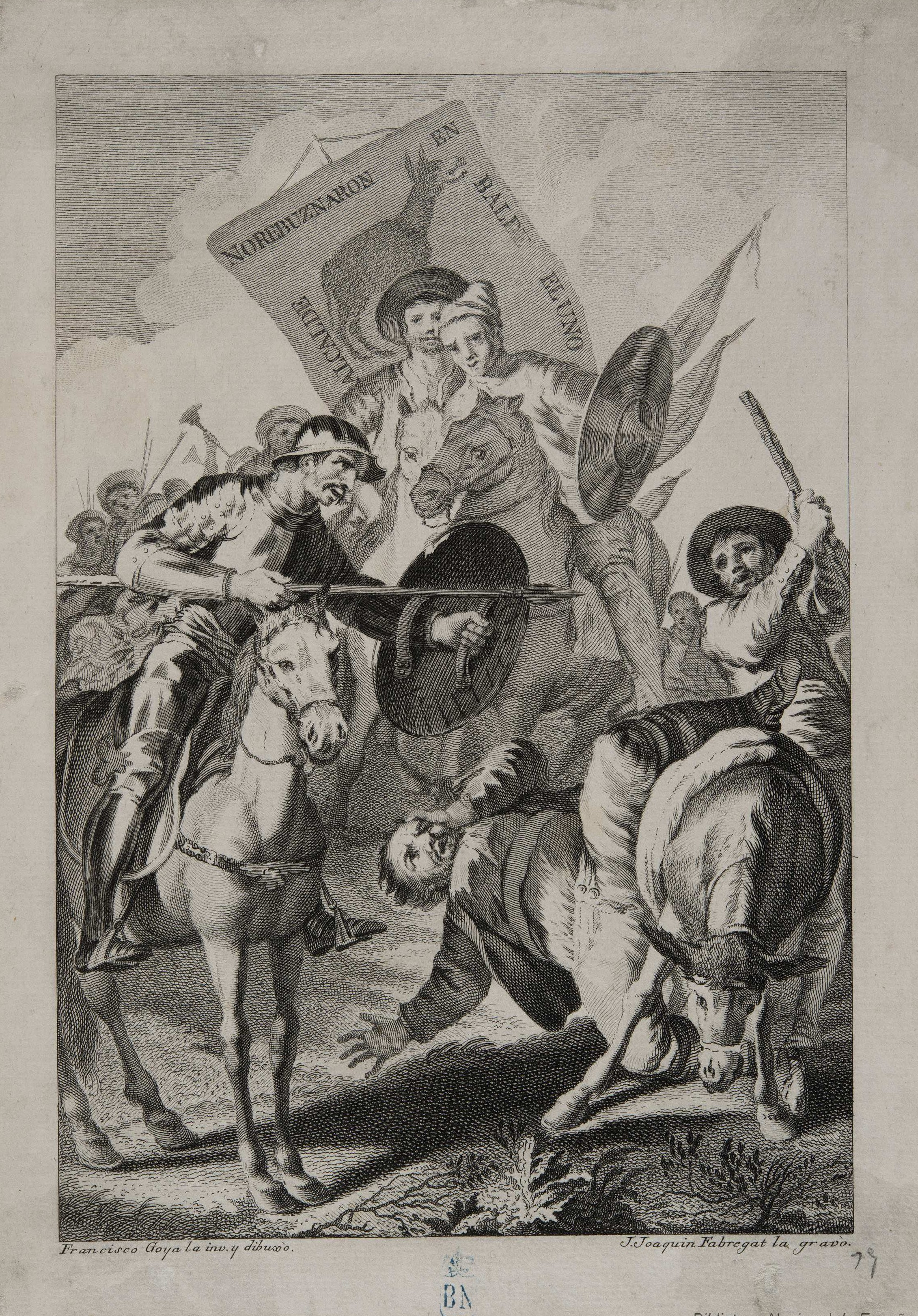
La aventura del rebuzno, grabado de Fabregat por invención y dibujo de Goya para la edición del Quijote de Ibarra de 1780, patrocinada por la Academia, aunque una vez estampada fue rechazada y no se incluyó en la edición definitiva. Aguafuerte y buril. Biblioteca Nacional de España.

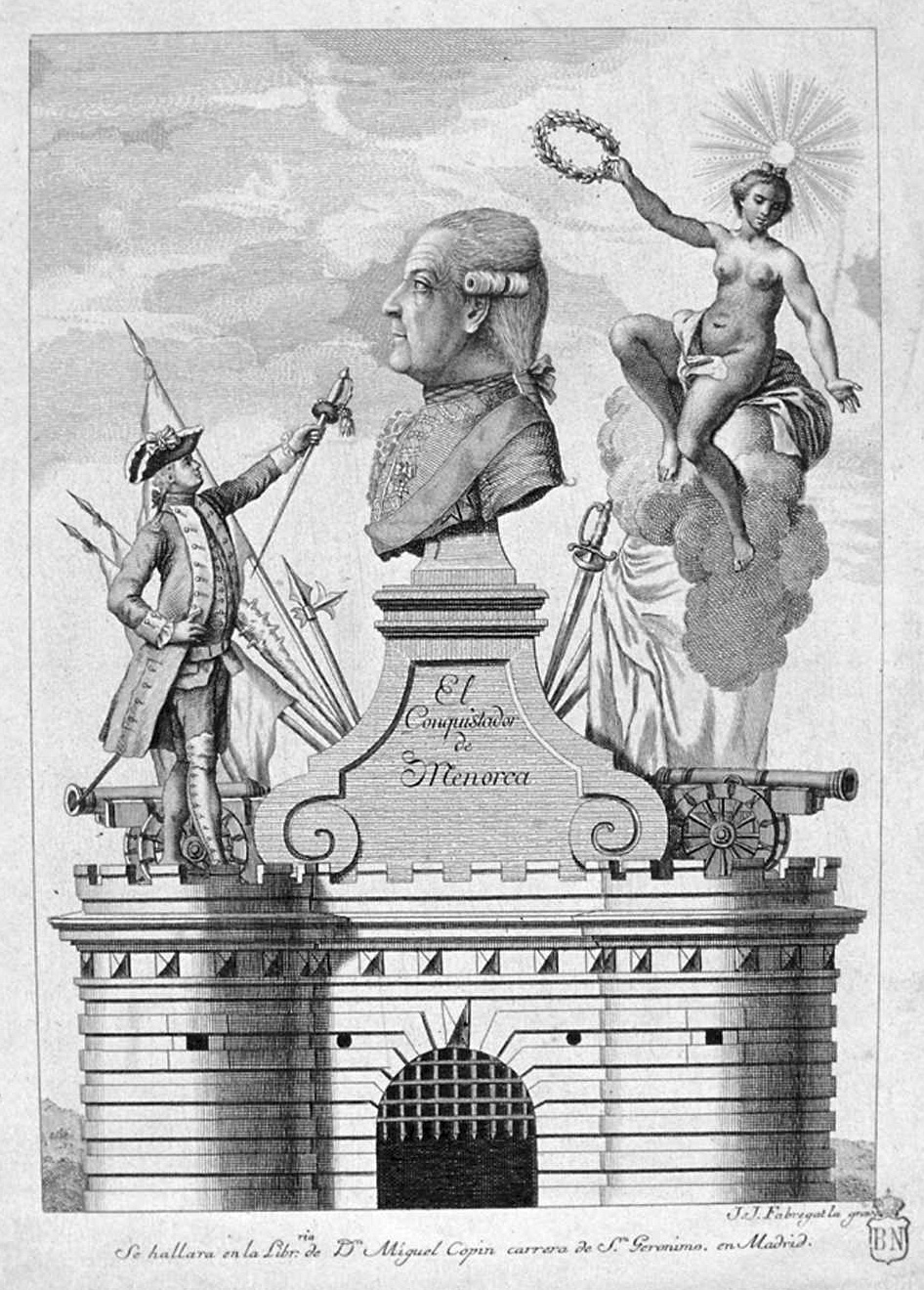
Retrato de Luis de Balbes de Quiers, duque de Crillon y Mahón, c. 1782. Inscripción: «El/ Conquistador / de /, Menorca». Aguafuerte y buril.

Joaquín José Fabregat (Torreblanca, 1748-México, 1807) fue un grabador y dibujante español formado inicialmente en la Real Academia de Bellas Artes de San Carlos de Valencia, de la que pasó para completar sus estudios a la Real  Academia de Bellas Artes de San Fernando.

## Biografía
Nacido en Torreblanca (provincia de Castellón), hijo de Mathias Fabregat y María Teresa Therifa, Joaquín José Fabregat inició sus estudios en la Academia de Bellas Artes de San Carlos de Valencia en fecha incierta, pues solo consta que en 1766 estaba matriculado en la Sala de Principios. En ella, además, se conservan dos dibujos firmados por Fabregat: una Cabeza femenina y una Venus, que firmó como «dibujante de Fixiología». El número de estampas firmadas en Valencia, antes de partir hacia Madrid para perfeccionarse en el grabado a buril sin haber cumplido los veintidós años, forman un grupo estimable, indicativo de cierta precocidad. Se trata en su mayor parte de estampas sueltas de devoción, destacando las abiertas por dibujo de José Camarón Bonanat (María, madre de la divina gracia, Alegoría mariana, Jesús salvador del mundo, San Martín, San Antonio de Padua y San Serafín de Monte Granario y el beato Bernardo de Corleón adorando a la Virgen), pero también el retrato de Luis Antonio Bermejo, caballero de la Suprema Orden de Cristo, y el escudo de armas del conde de Aranda.
En diciembre de 1769 y posiblemente a instancias de Manuel Monfort, director de grabado de la Academia de San Carlos, solicitó su admisión en la Real Academia de Bellas Artes de San Fernando de Madrid, por su «grande afecto al dibujo en la clase de Gravado [y] para el logro de este en su mayor perfección». Aunque irregular en la asistencia a las clases, en 1772 se presentó y obtuvo por decisión unánime de los quince miembros del tribunal el premio único de la clase de grabado, al que solo concurrieron otros dos aspirantes: Francisco José Lleopart y Rafael Bausac. Según las bases de la convocatoria, los aspirantes debían presentar un dibujo en medio pliego del vaciado de la escultura helenística conocida como Sileno con Baco niño, su reducción a tamaño cuartilla y la lámina de cobre de este mismo tamaño abierta solo a buril, de la que debían presentase también seis estampas. Tanto los dos dibujos como la estampa premiada se guardan en el museo de la academia madrileña. La lámina, por otra parte, debió de ser estimada de calidad suficiente como para hacer de ella una estampación más amplia, anunciada a la venta en la Gaceta de Madrid del 1 de septiembre de 1772.
El mismo año recibió ya un primer encargo para colaborar en la edición de La conjuración de Catilina y La guerra de Yugurta de Salustio en la traducción del infante Gabriel de Borbón, edición en la que no se reparó en gastos, «obra cumbre de la tipografía española del siglo XVIII», aunque en ella tuvo una participación modesta: cuatro pequeñas reproducciones de objetos arqueológicos y tres cabeceras.
El 3 de julio de 1774 fue nombrado académico supernumerario de la Academia de San Fernando, a la que presentó para obtener el título una estampa de reproducción de la escultura de San Felipe Neri labrada por Roberto Michel para el altar mayor del oratorio de su congregación en Madrid, para la que tomó como modelo un dibujo de Mariano Salvador Maella. El 16 de septiembre de 1781 fue la Academia de San Carlos la que lo recibió como académico de mérito. Lo presentado en esta ocasión, según su propia relación, fueron algunas estampas sueltas y un dibujo a la aguada del autorretrato de Anton Raphael Mengs, dibujo guardado en el Museo del Prado, donde ingresó en 2021.
Los años transcurridos desde 1774 y hasta su marcha a México en 1788 fueron de intensa actividad para Fabregat, principalmente en la ilustración de libros, llamado a colaborar en las imprentas de Antonio Sancha y Joaquín Ibarra, las más importantes de Madrid, y en la valenciana de Benito Monfort, y en las ediciones de las obras de Cervantes promovidas por la Real Academia Española (ediciones del Quijote de Ibarra de 1780 y 1782, y del Viaje al Parnaso y la Galatea de Sancha), sin dejar de cultivar la estampa devota, el retrato y la reproducción de pinturas, con otros géneros que podrían considerarse menores, como orlas para las acciones del Banco de San Carlos y de la Real Compañía de Filipinas, figuras geométricas para la Geometría de Ricarte y modelos caligráficos para las Reflexiones sobre la verdadera arte de escribir de Domingo María de Servidori.
Tras rechazar Fernando Selma desplazarse a México para ocupar la plaza de director de grabado en lámina de la recientemente creada Academia de San Carlos, para la que había sido propuesto, Fabregat solicitó el puesto, el 1 de marzo de 1787, acompañando su solicitud de la conformidad de su esposa, María Marta López, para viajar con él a la capital mexicana, «sin ser coartada ni obligada a ello, sino de mi libre y espontánea voluntad, y como mujer de honor, amante su marido». Obtuvo el nombramiento oficial el 6 de abril, pero la partida se demoró pues antes hubo de viajar a Torreblanca para dejar allí a su madre y, en el camino, una riada arrastró el coche en el que viajaban, ocasionándole mayores gastos, junto con otros quebrantos económicos y habérsele negado la ayuda solicitada para que en el viaje a México lo acompañase un sobrino de su mujer de doce años, Manuel López, futuro grabador. Finalmente, el 11 de febrero de 1788 se embarcó en Cádiz en la fragata Vicente Ferrer, con su esposa, un hijo de pecho, su sobrino y una criada, y en mayo tomaba posesión en la capital de virreinato de su plaza de director de grabado.
A su llegada a México se encontró con una academia dividida por el enfrentamiento entre el director general, Jerónimo Antonio Gil y los directores de pintura, escultura y arquitectura enviados desde España, que habían llegado algunos meses antes que él. La llegada de Fabregat ahondó la división pues los profesores consideraron que Gil favorecía a Fabregat, al permitirle instruir a los discípulos de grabado en su propio taller, dadas las condiciones específicas de sus estudios. Pero la inicial sintonía entre el director general y el grabador, se trocó en enfrentamiento abierto cuando en abril de 1794 Gil presentó un extenso memorial respondiendo a la inquietud del virrey por el sistema de estudios y los cortos resultados alcanzados por los alumnos, responsabilizando de ello a los profesores, con pocas excepciones. Particularmente negativo era su informe sobre Fabregat, al que acusaba de aprovecharse del trabajo de sus alumnos, pues, «no siendo más que un mediano Profesor de su Arte, es mui interesado y codicioso, y es a la verdad el que ha movido a todos, teniendo varias juntas con ellos, a fin de que la Academia prohíba a los pensionados trabajar para el Público en provecho propio [...] quexándose conmigo muchas veces los Pensionados por que les hace tirar del Tórculo, que es propio de Cargadores, en cuyo Ministerio perdían el pulso y la salud, y los obligaba a estampar quantas Obras le salían, en que tenía sus ganancias, y los Discípulos solamente el trabajo sin ninguna utilidad, como actualmente sucede en una obra de Música, por la qual cobra más de 20 ps. diarios, y solo da al que la hace uno de jornal...», lo que determinó que la junta le retirase la gratificación de 300 pesos que se le había concedido por la enseñanza suplementaria de estampado.

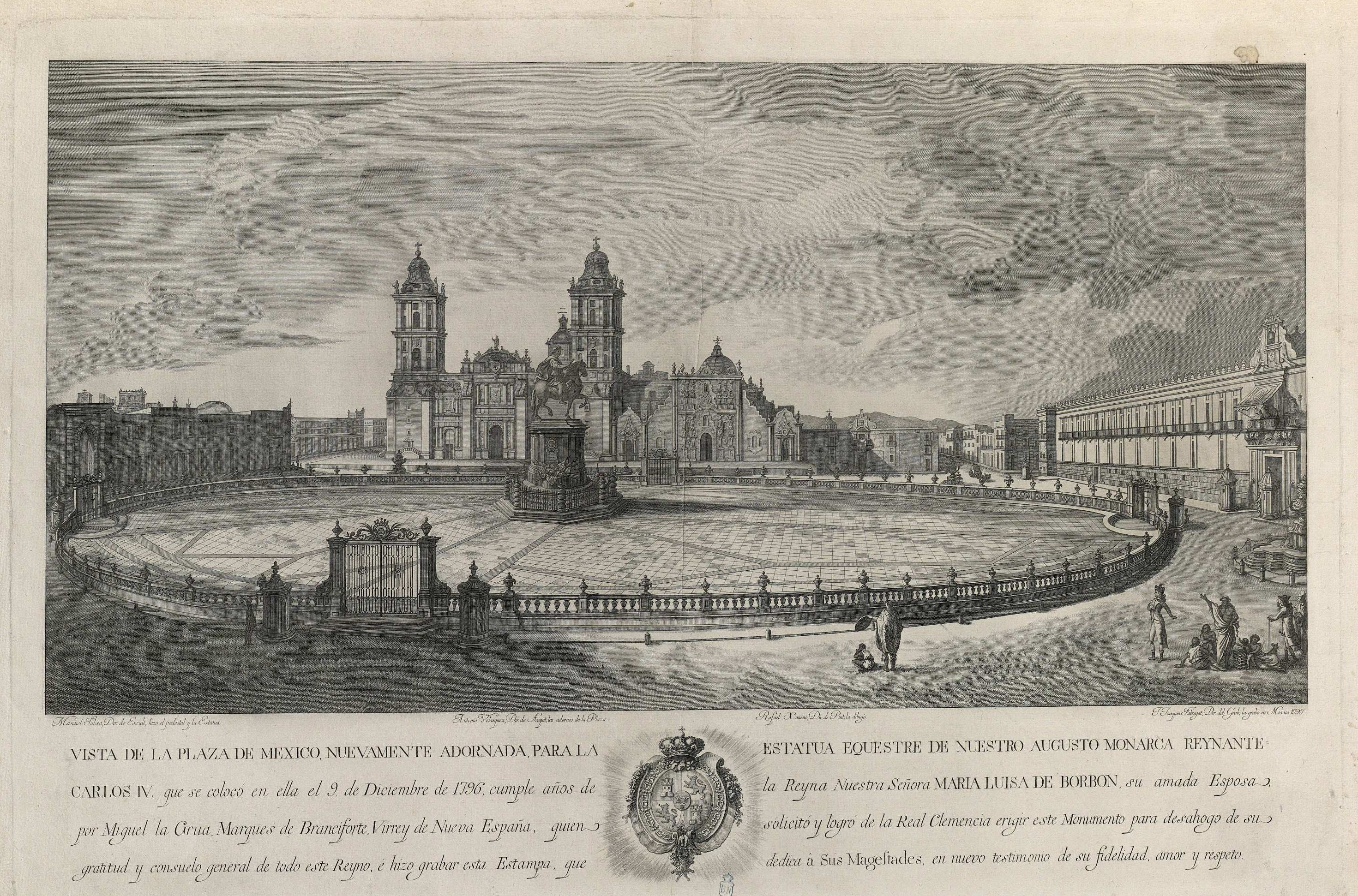
Vista de la plaza de México nuevamente adornada para la estatua ecuestre de nuestro augusto monarca reinante Carlos IV. Grabado a buril por dibujo de Rafael Ximeno. Biblioteca Nacional de España.

Son escasos los datos documentales relativos a los años posteriores, en los que la vida académica debió de discurrir con mayor tranquilidad. De estos años son la Vista de la fachada de las Casas Consistoriales de la Ciudad de México con los adornos para la jura de Carlos IV, por dibujo de José Reyes e invención de Ignacio Castera, maestro mayor de la ciudad, el retrato de Alonso Núñez de Haro, arzobispo de México y virrey interino, por dibujo de Rafael Ximeno, y el Túmulo para las exequias de Cosme de Mier y Trespalacios. Fue muy elogiado su grabado de la Plaza Mayor de México con motivo de la colocación de la estatua ecuestre de Carlos IV (el Caballito), que podría considerarse un trabajo académico colectivo, pues el autor del dibujo para grabar fue Rafael Ximeno, de la estatua y su pedestal Manuel Tolsá y de la remodelación de la plaza José Antonio González Velázquez, como refleja la firma completa: «Manuel Tolsa, Dir. de Escult, hizo el pedestal y la Estatua.; Antonio Velasquez, Dir de Arquit, los adornos de la Plaza.; Rafael Ximeno. Dir de Pint, la dibujó.; J. Joaquín Fabregat, Dir del Grab, la grabó en Mexico 1797».
Murió en México el 6 de enero de 1807. El mismo año de su fallecimiento va fechado el Plano General de la Ciudad de México grabado por él según las trazas de Diego García Conde, estampado por su sobrino Manuel López. La plaza que dejaba vacante quedó sin cubrir hasta 1811, año en que la ocupó Pedro Vicente Rodríguez.